# 颜色理论

色輪

在視覺藝術中，顏色理論（色彩理論）是對顏色混合和特定顏色組合的視覺效果的實踐指導。還有基於色輪的顏色定義（或類別）：原色，二次色和第三次色(有人另稱為「中間色」)。